# Erik Viktor Almquist
Erik Viktor Almquist i riksdagen kallad Almqvist i Umeå, född 7 mars 1817 i Eds socken, Uppland, död 13 december 1872 i Umeå, var en svensk  politiker och landshövding i Västerbottens län 1864–1872. Han var bror till Gustaf Fridolf Almquist och halvbror till Carl Jonas Love Almquist.

## Biografi
Viktor Almqvist antogs 1834 till furir vid Hälsinge regemente, utnämndes två år därefter till underlöjtnant och 1862 till andre major vid Upplands regemente. 
Almqvist gjorde sig känd både som skicklig militär och lantbrukare, men deltog jämväl i mångartade kommunala bestyr. 1864 utnämndes han till landshövding i Västerbottens län och verkade i denna egenskap rastlöst och nitiskt för sitt läns utveckling åren 1864–1872. Tre gånger besökte han lappmarkerna, färder som var ganska mödosamma, då de till större delen måste göras till fots. Under hans tid som landshövding inträffader nödåret 1867. Han hade då i uppdrag att undervisa invånarna om hur de kunde göra mat av vilda växter.
Almqvist var även riksdagsledamot i första kammaren för Västerbottens läns valkrets 1867–1869 samt i andra kammaren för Härnösands, Umeå, Luleå och Piteå valkrets 1870–1872.
I riksdagen skrev han 14 egna motioner, bland hans riksdagsmotioner utmärker sig två, nämligen om bestämmandet av en gräns för nybyggens anläggande inom lappmarkerna, för att därigenom trygga lapparnas besittningsrätt till renbetesland, ett förslag som vann riksdagens bifall, och om vidtagande av åtgärder för en förbättrad skogshushållning i Norrland, ett förslag, som föranledde tillsättandet av den s. k. skogskommittén med Almquist som ordförande. Almquist dog i Umeå 30 december 1872, innan kommitténs betänkande hunnit behandlas på riksdagen.

### Fotnoter
1. 1 2 3 4 5 6  Eric Victor Almquist, Svenskt biografiskt lexikon, Svenskt Biografiskt Lexikon-ID: 5698, läs online.[källa från Wikidata]
2. 1 2 3 4 5 6 7 8 9 10 11 12  Tvåkammar-riksdagen 1867–1970, vol. 5, 1985, s. 339, Svenskt porträttarkiv: sj9PGLAlnmUAAAAAABfb6Q, läst: 21 februari 2022.[källa från Wikidata]
3. 1 2 3  Register till Riksdagens protokoll med bihang för tiden från och med år 1867 till och med år 1899. Bd 1, Personregister, 1899, s. 7, läs onlineläs online, läst: 27 april 2022.[källa från Wikidata]
4. ↑  Albin Hildebrand, Svenskt porträttgalleri : XXV:1. Riksdagens första kammare 1867–1904, s. 214, Svenskt porträttarkiv: sj9PGLAlnmUAAAAAAA3PiQ, läs online, läst: 25 oktober 2023.[källa från Wikidata]
5. ↑  
Riksdagsdokument C12C24 /   - Motion 1868:24 Första kammaren , 24 Januari 1868   - Af Herr Almquist, E. V., om åtgärders vidtagande för åstadkommande af en förbättrad skogshushållning i Norrland samt anvisande af dertill erforderliga medel.

### Allmänna
- Almquist, 5. Erik Viktor i Nordisk familjebok (andra upplagan, 1904)
- Tvåkammarriksdagen 1867-1970 (Almqvist & Wiksell International 1992), band 5, sidan 339